# Youri Gilg
Pour les articles homonymes, voir Gilg.
Youri Gilg, né le 16 mars 1970 au Mans, est un skieur acrobatique français. 
Il est le frère aîné de la skieuse acrobatique Candice Gilg.

## Palmarès

### Jeux olympiques d'hiver
- Jeux olympiques d'hiver de 1992 à Albertville (France) :
  - 9e aux bosses
  - 9e en acroski (sport de démonstration)

### Championnats du monde de ski acrobatique
- Championnats du monde de ski acrobatique de 1991 à Lake Placid (États-Unis) :
  -  Médaille de bronze en combiné.

### Coupe du monde de ski acrobatique
- Meilleur classement général : 2e en 1991 et en 1992.
- Meilleur classement en combiné : 3e en 1991.
- 17 podiums dont 3 victoires dans les épreuves de coupe du monde.

### Championnats de France
- champion de France de ski de bosses en 1996